# 叙利亚内战年表 (2013年1月—2013年6月)
本页面记述叙利亚内战在2013年1月至6月期間的主要事件。

## 1月
1月1日，叙利亚地方协调委员会证实，自由军已经完全控制拉卡Tabaqa南部的Twenan油田。伦敦生活报援引法新社消息，當天有20名叙政府军官兵偕同他们的家人越过叙土边境到达土耳其境内，他们全部要求政治避难。据土耳其高官说，这20人中有一名少将、3个上校。联合国人权办公室说，新的分析表明超过60,000人在叙利亚的冲突中丧生。
1月2日，德拉Basr Al-Harir：自由军摧毁了12旅的弹药库。据《卫报》报道，一架政府军战机轰炸大马士革南郊叛軍控制區的一个加油站，有至少30名平民被炸身亡。
1月3日，大马士革发生汽车炸弹袭击事件，至少9人死亡。
1月6日，叙利亚总统巴沙尔·阿萨德发表电视讲话，讲话前关闭全国互联网。巴沙尔·阿萨德在讲话中提出了权力过渡方案，坚持在现政府的主导下举行民族对话，叙利亚叛軍拒绝了他的要求。
1月9日，叙利亚叛軍所控制的武装释放了48名遭绑架伊朗人。
1月15日，位于叙利亚北部主要城市阿勒颇的阿勒颇大学发生巨大爆炸。叙利亚人权组织说，造成83人死亡，还有数十人受伤；当局称超过82人丧生。官方电视台指责恐怖份子向校园发射火箭炮，但叛軍说，爆炸是政府军战机发射导弹。美国国务院发言人Victoria Nuland称，目击者报告，政府军对这里的空袭造成了这次大屠杀。俄罗斯此后关闭了阿勒颇领事馆。目前，自由军控制了阿勒颇的很大部分，最近对当地的空军基地不断发起进攻。
1月16日，叙利亚北部城市伊德利卜发生汽车炸弹爆炸事件，造成至少22名平民死亡、30人受伤。据叙利亚官方通讯社报道，两辆载有大量炸药的汽车相继在伊德利卜市的两个广场被引爆，造成大量人员伤亡，周边建筑物被毁。
1月28日，支持叙利亚叛軍领导机构“叙利亚反对派和革命力量全国联盟”（简称“全国联盟”）的国际会议在巴黎举行。法国外长法比尤斯、“全国联盟”3名副主席以及来自50多个国家、地区和国际组织的高级官员参加了此次会议。在会议开幕式上，法国外长法比尤斯和“全国联盟”副主席里亚德·赛义夫呼吁向“全国联盟”提供财政和物资支持，兑现去年12月12日在摩洛哥马拉喀什举行的第四次“叙利亚之友”会议承诺。
1月29日，叙利亚活动人士称，叙利亚北部城市阿勒颇发生“新的大屠杀”，发现至少有65人被枪杀，死者双手被绑。
1月30日，以色列出动无人机空袭了大马士革农村省杰姆拉亚地区的一个科研中心，造成2人死亡，5人受伤，但也有报道称空袭的目标是叙利亚向黎巴嫩真主党运送武器的车队。《华盛顿邮报》的报道根据叙利亚军方的声明推测说，被以色列击中的目标很可能是大马士革附近由叙利亚军方科研机构——科学研究中心（SSRC）管理的一处设施。叙利亚科学研究中心被认为是叙利亚的导弹和化武项目。联合国与阿盟叙利亚问题联合特别代表卜拉希米接受媒体访问时表示，叙利亚正在一点儿一点儿被毁掉，而通过摧毁叙利亚，也就把整个地区推向一种对全世界而言都极其糟糕、极其严重的境地。安理会再也不能由于内部分歧而无所作为，而应该立即动手解决问题。

## 2月
2月2日，自由军在北部阿勒颇取得进展，攻占了靠近机场的一处要地。阿勒颇东南的Sheik Said区被攻占是对当局的一大打击，因为该地主要公路连接机场。政府军用该公路进行补给。在慕尼黑安全年会上，美副总统拜登称：“反对派在壮大。”拜登强调美国和其他许多国家认为“拼命揽权的暴君总统阿萨德不再适合领导叙人民，他必须下台。”
2月4日，叙利亚叛軍领导人哈提卜在接受半岛电视台采访时重申，愿与叙政府对话以实现权力和平过渡。哈提卜上周三表示愿与敘政府谈判，以释放16万在押人员并让在国外的叙利亚难民回国。哈提卜的提议得到了叛軍全国联盟的多数支持。
联合国特使首次在叙利亚问题解决提案中明确不让巴沙尔参与政治过渡，卜拉希米称，在与安理会进行的闭门会议上提出的6点原则中，巴沙尔不会参与叙政治过渡。
2月6日，叙政府軍对大马士革周边的反政府军发动全面进攻，「2013年大马士革攻势」開始。
2月7日，联合国秘书长潘基文表示，随着叙利亚冲突的持续，并且越来越令人不安地带有教派冲突的特点，提醒所有交战方他们按照人权和国际人道主义法应尽的义务是联合国与伊斯兰会议组织共同的责任。他期待着所有具有影响力的会员国敦促叙利亚当局及叛軍避免进一步军事化，参与政治进程。
2月9日，叙利亚总统巴沙尔颁布两项法令，改组内阁，更换7名部长。
2月11日，一辆小巴在土耳其和叙利亚边境海关检查站内发生剧烈爆炸。造成至少10名叙利亚人、3名土耳其人死亡，30人受伤。据報叛軍已经控制叙利亚最大的水坝al-Furat。同时，叛軍宣布夺取阿勒颇的一个重要的空军基地。
2月12日，法新社报道，联合国人权专员皮莱表示，至上月為止叙利亚内战死亡总数已达6万人，目前这一数字可能已接近7万人。皮莱批评安理会“缺乏共识及导致的不作为具有灾难性，支持双方的平民都为此付出了代价。”叙叛軍夺取了贾拉赫军事机场，并对该地其他空军基地发动了攻击。
2月13日，法新社援引国际文传电讯社报道，俄罗斯国防出口公司负责人伊塞金表示，俄罗斯仍在按照合同规定的义务，向叙利亚提供军事装备。伊塞金说，俄罗斯向叙利亚提供的军事装备包括反导防空系统及维修设备，但不包括攻击性武器和战机。法新社报道，叙人权观察组织称，在与敘政府軍激烈交火后，叙叛軍13日基本控制了北部一处有战略意义的陆军基地。这处名为「80基地」的设施负责保护附近阿勒颇机场和纳伊拉布军用机场。
2月14日，法新社报道，伊朗驻贝鲁特使馆當天发表声明，一名伊朗官员昨天夜里在叙利亚被“武装恐怖分子”杀死。该官员名为胡萨姆-克胡什-纳维斯，是一个“负责帮助黎巴嫩重建的伊朗使团”的主管。该使团是在2006年以色列和黎巴嫩真主党民兵发生战争后成立的，而伊朗支持真主党。同日，恐怖組織努斯拉陣線攻佔哈塞克省鄰近伊拉克邊界的城鎮沙达德赫（Shadadeh）。
2月15日，据土耳其《自由报》，土耳其对从叙境内飞来的迫击炮给予“回敬”，炮击了在叙利亚境内的军事目标。
2月16日，联合国人权事务高级专员皮莱周六称，叙利亚总统阿萨德应受到战争罪行调查，并呼吁国际社会立即采取行动，包括可能的军事干预。
2月18日，自由军继续在叙利亚北部取得进展，夺取了前往阿勒颇机场主干道上的一个政府軍检查站，正向阿勒颇民用机场推进。附近的Nairab空军基地也有激烈战斗。
2月20日，叙利亚大马士革的执政党总部附近发生一起汽车炸弹爆炸事件，造成至少53人死亡，250人受伤。叙利亚当局在袭击现场查获一辆装满炸药的车辆，并逮捕驾驶该辆汽车企图实施自杀式爆炸的恐怖分子。
2月21日，叙利亚叛軍一次重大会议起草的公报称，叙利亚全国联盟愿意通过谈判达成和平协议来结束内战，但总统阿萨德不能成为任何和平协议的一方。
2月22日，俄罗斯周五称美国在叙利亚问题上持双重标准，指责美国阻止联合国安理会谴责大马士革一起汽车炸弹袭击的声明获得通过。该汽车炸弹袭击周四发生在一条繁忙的高速上，导致53人死亡，并损坏了附近的俄罗斯大使馆建筑。
2月25日，联大第67届会议主席耶雷米奇对叙利亚流血冲突导致的骇人听闻的人道危机和人权侵犯表示严重关注。俄罗斯塔斯社报道称，叙利亚外长穆阿利姆（Walid al-Moualem）周一表示，叙利亚政府准备与叛軍谈判。叙反對派隨即表示拒绝，全国联盟表示，任何政治解决“必要条件”是阿萨德及其安全、军事领导层下台。美国国务卿克里周一访问英国时称，叙利亚流血冲突仍在继续，进一步表明叙利亚领导人阿萨德该下台了，“当阿萨德继续用导弹对付自己人民的时候，很难真心相信叙当局会与叛軍会谈”。克里称美国总统奥巴马正在考虑下一步举措，以帮助保护叙利亚平民。英外长黑格呼吁加大支持叛軍，让冲突结束。
2月26日，《华盛顿邮报》周二援引美欧官员的说法称，白宫正在考虑改变对叙利亚危机的政策，可能为叛軍提供装甲车，还可能提供军事训练。
2月27日，美联社报道，正在欧洲访问的美国国务卿克里称，叙利亚总统阿萨德下台的时间到了，“我们正在研究如何加速叙人民想要并理应获得的政治过渡”。
2月28日，叙利亚叛軍全国联盟主席哈提卜参加“叙利亚之友”国际论坛，与美国国务卿克里会谈。克里在罗马说，巴沙尔政权早已失去了合法性和权力，全国联盟是叙利亚的唯一合法代表，美将向叙利亚叛軍提供食品和药品援助及6000万美元经济支持。西方大国承诺向叙利亚叛軍力量提供援助，但其中不包括武器援助，这令大呼需要更多武器的叛軍力量感到失望。美国已向叙利亚提供了3.85亿美元的人道主义援助，但奥巴马迄今一直拒绝提供武器。据纽约时报报道，美国已经在该地区的一个基地内开始训练自由军，并已经开始向自由军提供“非杀伤性”装备。此前美国媒介对此装备的描述是防弹衣、装甲车等。据半岛报道，政府軍从大马士革附近的一个导弹基地向阿勒颇平民区发射四枚弹道导弹，命中地点都在阿勒颇，附近没有任何军事设施。四枚导弹造成141人死亡，其中有71名少年儿童。攻击还对建筑和财产造成了巨大的破坏。

## 3月
3月1日，伊拉克官方称，敘軍导弹击中伊拉克领土。伊拉克泰勒阿費爾市长Abdul Aal Abbas称：“俄制飞毛腿导弹落在Tapa村附近，距Telafar和Baaj之间的伊叙边境3公里。万幸没有伤亡或损毁，但对当地土库曼村民造成恐慌，他们纷纷外逃。”
3月2日，法新社报道，叙人权观察组织称，叙利亞北部拉卡市爆发激战，冲突双方共数十名人丧生，政府军还炮击了居民区。政府军前一天重夺阿勒颇东南一处村庄，补给线重开。联合国秘书长潘基文与联合国和阿盟叙利亚问题联合特别代表卜拉希米在瑞士沃韦会晤，双方重申国际社会应通过政治途径结束叙利亚危机。他们称，联合国愿意帮助叙利亚叛軍代表和经叙政府授权的代表举行对话。
今年以来，已有33万叙利亚人进入埃及、伊拉克、约旦、黎巴嫩和土耳其等邻国寻求庇护，平均每天就有7,000名难民跨越边境。目前，已登记或正在等待注册的叙利亚难民人数已达到940,131人。
3月3日，包括恐怖組織努斯拉陣線在內的反對派部隊發起拉卡戰鬥。
3月4日，以色列周一警告联合国安理会称，若叙利亚内战蔓延过其边境，以色列将不会袖手旁观；俄罗斯则指责武装组织在非军事区戈兰高地的战斗破坏叙以安全。
3月5日，反對派攻占拉卡省省会拉卡全市。政府军的飞机此后空袭了这个省会城市的安全总部，造成大量伤亡。
3月6日，英国宣布向叙利亚叛軍提供“非杀伤”军事援助。援助品将包括装甲车、防弹衣和资金等。援助将立即执行。阿盟邀请叙利亚叛軍取代巴沙尔，成为叙利亚在阿盟的合法代表，并决定对叙利亚全国联盟提供军援。一个与叙利亚叛軍存在关联的武装团体在戈兰高地靠近叙利亚一侧的限制区内扣留了20多名联合国脱离接触观察员部队维和人员，并借此向叙利亚政府提出要求。联合国爭取被扣留人员早日獲釋。
3月9日，在格兰高地被扣留的联合国观察员被释放后进入约旦，受到约旦外交大臣的迎接。叛軍称“留置”他们是考虑到安全问题，要求联合国派出人员将他们接回。联合国人员日前从他们手中接走这21名非武装的观察员，经陆路进入约旦。他们称在叛軍手里得到友好的对待。
3月11日，基地伊拉克分支今天宣布，对48名叙利亚士兵3月4日在伊拉克边境遇伏身亡负责，此事可能将伊拉克拖入叙冲突。联合国人权理事会第22届会议在日内瓦举行，会议听取了叙利亚独立调查委员会的报告。联合国人权调查员称，有报告显示叙政府使用地方民兵组织来实施大规模杀戮，这些行为有时是教派冲突性质，一些人由于来自支持叛軍的地区而遭到民兵组织骚扰或者逮捕。联合国叙利亚调查委员会称，一些民兵组织似乎得到了政府训练和武装。
叙利亚问题独立国际调查委员会指出，已经持续了两年的叙利亚冲突目前已经达到一个“新的破坏高度”，暴力事件有增无减，数以百万计的民众被迫逃离家园，由于内部流离失所人数众多，叙利亚社会的应对机制已经被扩展到了极限，冲突导致的不稳定效应已经对整个地区造成了影响。调查委员会指出，在叙利亚政府军持续对平民聚居区进行不加区分的炮击和空中轰炸的同时，反政府武装也将人口密集区或临近地区作为军事目标。叙利亚冲突最令人震惊的一个特征就是医疗服务被作为一种战争手段，医务人员和医院不仅被冲突双方当作蓄意攻击的目标，还被作为军事目标。叙利亚正在滑向越来越具有破坏性的内战，而冲突双方所采取的不计后果的敌对行动是导致惊人的平民伤亡、大规模流离失所和破坏的主要原因。委员会强调，政治途径是解决叙利亚冲突的唯一途径，冲突各方在敌对行动中必须遵守保护平民的人道主义责任。
法新社报道，以色列军队总参谋长甘茨将军警告，“叙利亚的局势已经变得分外危险。恐怖组织在战斗中变得越发强大。它们现在为反对阿萨德而战，但未来它们很可能转而反对我们。”甘茨补充说，叙利亚军队非常重要的武器库可能已落入“恐怖组织”之手。
3月12日，在叙利亚冲突进入第三个年头之际，无情的暴力、大规模的流离失所、几乎被战火破坏殆尽的基础设施和社会服务，使该国境内及周边地区数以百万计儿童的身心备受创伤。联合国儿童基金会发布题为《叙利亚儿童：失去的一代？》的报告指出，叙利亚已濒临失去一代儿童危险的边缘。
3月13日，法新社报道，英国慈善组织“拯救儿童”称，叙利亚冲突双方正在越来越多地招募儿童，不满18岁的儿童在前线充当士兵、搬运伤员、看守、线人，甚至是人体盾牌。200万儿童成为叙利亚冲突的无辜受害者，这些孩子正在艰难地寻找食物，面临营养不良和疾病的持续风险。欧盟外交和安全政策高级代表阿什顿发表声明，对一名在叙利亚遇袭身亡的欧盟外交官表示哀悼。根据阿什顿的声明，这名外交官名叫艾哈迈德·谢哈德，是欧盟驻叙利亚代表团的一名政策官。谢哈德12日在大马士革郊区向当地居民提供人道主义援助时遭火箭弹袭击身亡。声明没有提到火箭弹来自叙利亚政府军还是叛軍。
3月14日，西方外交官表示，伊朗近月以来明显加强对叙利亚总统阿萨德的军事支持力度，与俄罗斯一道为叙政府提供重要支持。要求匿名的西方官员称，伊朗继续借道伊拉克向叙利亚提供大量武器，而通过土耳其和黎巴嫩运往叙利亚的武器也在增加。法国外长表示，将和英国一起采取行动，给叙利亚叛軍军事援助。他称，即使欧盟对此不采取一致行动，他们也准备这样做。
3月17日，据阿拉比亚电视台公布视频，Khalouf少将宣布脱离敘利亞政府。在视频中，他与他的儿子Ezz al Din Khalouf上尉和一名叛軍战士在一起。他在视频中称许多人已经对巴沙尔政權失去信心。Khalouf少将在叙利亚政府军的总参负责补给和燃料。
3月18日，叙利亚政府和叛軍相互指责对方在阿勒颇市附近阿萨尔地区使用了化学武器。叙利亚官方电视台称，叛軍射了一枚携带化学物质的火箭，造成25人死亡、数十人受伤。叙利亚人权观察组织（Syrian Observatory for Human Rights）称，死者中有16人为士兵。
3月19日，叙利亚全国联盟在土耳其组建“临时政府”，推选希托（Ghassan Hitto）担任临时总理，希托曾在西方接受教育并就职商界。但叙利亚最大叛亂組織叙利亚全国协调机构称，不接受任何形式的“临时政府”。希托在就职演说明确表示不会和巴沙尔谈判。他称，支持巴沙尔的人“站在历史的错误一边”，没人可以向我们强加意见。新政府的首要工作是协调叛軍，尽快组织和协调国际援助进入急需援助的叛軍控制区。
3月21日，秘书长潘基文表示，应叙利亚当局20日的请求，联合国将对叙利亚境内可能已使用化学武器的问题进行专业、公正和独立的调查。晚间，位于叙利亚首都大马士革的伊曼清真寺发生自杀式爆炸袭击。据报道，袭击造成41人死亡，80多人受伤。
3月22日，继叙利亚政府要求对其指称发生在该国的一起使用化学武器事件进行调查之后，潘基文秘书长又接到英、法两国政府提出的共同请求，要求利用相同的调查机制对其所指称的另外三起使用化学武器事件展开调查。潘基文已要求叙利亚和英、法两国就其指称提供更多补充材料。联合国人权理事会以41票赞成、5票弃权和1票反对的结果通过决议，决定将叙利亚侵犯人权问题独立国际调查委员会的任期延长1年，并要求委员会继续向人权理事会提交有关叙利亚人权状况的报告。决议要求联合国秘书长向调查组提供必要的资源，以使其全面完成使命。委内瑞拉投了反对票。
3月23日，几支叛軍部队占领了南部德拉省靠近一条连接大马士革-约旦的战略公路的第38区防空基地。
3月24日，叛軍占领一片靠近约旦边境的25公里狭长地带，包括Muzrib、Abdin镇，以及al-Rai军事检查站。以色列軍隊从戈兰高地向叙利亚开火，以军称，在戈兰高地的一輛以軍车輛在周六晚些时候被从叙方的越境火力击中，无人受伤。以总理发言人称，这是对以巡逻队的有意攻击。他称，以军已经“将攻击以巡逻队的叙机枪阵地摧毁。”
3月25日，叙利亚叛軍活动人士周一称，该国政府军从多个火箭发射装置向包围大马士革郊外Adra镇一处军事基地的叛軍发射了化学武器，导致2人死亡、23人受伤。
3月26日，叙利亚主要叛亂組織“全国联盟”首次代表叙利亚出席阿盟多哈峰会，峰会上叛亂組織旗帜取代了阿萨德政府旗帜，已辞去联盟领导人职务的哈蒂柏（Moaz Alkhatib）以代表团团长身份参加了开幕式，他在峰会上要求获得叙利亚在联合国和其它国际组织的代表权。哈蒂柏还敦促美国动用“爱国者”导弹保护叛軍占领的区域免受敘政府軍空中力量的打击。北约表示无意军事干涉叙利亚。联合国秘书长潘基文宣布，任命瑞典科学家塞尔斯特罗姆担任联合国真相调查组负责人，调查有关叙利亚境内使用化学武器的指称。塞尔斯特罗姆曾是负责核查伊拉克生化武器的联合国特别委员会的首席视察员，以及联合国特别委员会和有关伊拉克裁军问题的联合国监核视委主席的高级顾问。
3月28日，联合国《武器贸易条约》最后一次谈判会议在纽约联合国总部落下帷幕。由于伊朗、叙利亚和朝鲜三国的反对，会议未能就《武器贸易条约》草案达成一致意見，最后无果而终。按照会议的程序规则，《武器贸易条约》草案必须经由全体会员国一致同意才能获得通过。尽管伊朗、叙利亚和朝鲜抵制条约如期通过，但该草案也并未完全“胎死腹中”。有关国家已经提议将草案提交联合国大会重新审议和表决，只要三分之二的会员国投票赞成，《武器贸易条约》依然有望达成。叛軍取得叙利亚在阿盟的合法席位，重开卡塔尔使馆。阿盟此前中止了巴沙尔政府在阿盟的席位。阿盟称还将将推进全国联盟取代巴沙尔当局在联合国的席位。
3月29日，经过一天激烈战斗，靠近约旦的Dael被叛軍攻占。据AP解释，该地可称为大马士革的门户。至此，德拉省的大部已被叛軍控制。

## 4月
4月3日，叛軍占领德拉附近的一座军事基地。
4月9日，潘基文敦促叙利亚当局允许联合国委派的一个专家调查团，对叙利亚冲突相关方使用化学武器的指控进行调查。潘基文指出，他看到了有关叙利亚当局拒绝接受联合国调查的报道，但叙利亚方面尚未就此事与他本人进行任何正式沟通。他希望叙利亚当局接受由他本人提议的调查模式。
4月18日，美国《华盛顿邮报》报道，有联合国外交官称，英国和法国已向联合国报告，有可信证据显示叙利亚去年12月以来，不止一次动用化学武器。英法在致联合国秘书长潘基文的信中称，土壤样本、目击者证词、叛軍消息来源都证实叙政府在阿勒颇、霍姆斯市及其周边地区使用过神经毒气。联合国安理会周四在叙利亚问题上达成罕见的共识，呼吁停止暴力升级，谴责叙利亚政府军和叛軍侵犯人权。两年来安理会在叙利亚问题上一直存在分歧。“暴力升级完全不可接受，必须马上结束。”安理会在一份不具法律约束力的声明中称。科威特政府向联合国叙利亚人道主义行动捐资仪式4月18日在联合国日内瓦办事处举行。这笔总计2.75亿美元的款项将分配给9个从事向叙利亚提供人道主义援助的联合国机构。难民署将获得其中的1.1亿美元；粮食署获得4000万美元；儿基会获得5300万美元；世界卫生组织获得3500万美元。
4月20日，叙利亚之友会议在土耳其伊斯坦布尔召开，美国宣布增加对叙叛軍的非致命性军事援助至2.5亿美元。
4月23日，以色列军方首席情报分析师Itai Brun周二表示，叙利亚政府军在内战中使用了化学武器，可能是神经毒气。Brun在特拉维夫一个安全会议上表示，照片显示受害者口吐白沫而且瞳孔收缩，这些是死于致命毒气的迹象。
4月24日，美国国防部长哈格尔周三称，美国确认叙利亚是否使用了化学武器是一项“认真的事务”，不会因几个国家认为有证据支持这种结论就匆忙作出决定。
4月25日，美国白宫致信国会称，美国情报界的评估认为，叙利亚政府已小规模使用化学武器，尤其是沙林毒剂。美国总统奥巴马表示，叙利亚对平民使用化学武器，无差别地杀戮平民，已经藐视了“国际规范和国际法”，足以导致战争状态发生变化。但，情报部门对叙利亚使用化学武器的评估只是是初步的，“我们必须慎重行事。我们必须慎重作出这些评估。”
4月26日，美国总统奥巴马周五警告叙利亚称，叙利亚使用化学武器将导致“游戏规则改变”，但在目前仅有初步证据的情况下，美国不会匆忙干预该国内战。
4月27日，一艘裝载25000吨小麦的美国货船近日先后抵达黎巴嫩贝鲁特的港口和土耳其梅尔辛港，向急需粮食援助的叙利亚民众提供帮助。該批小麦价值1500万美元。自叙利亚危机爆发以来，美国已向联合国世界粮食计划署援助行动捐赠了1.255亿美元。
4月29日，据叙利亚媒体报道，叙总理哈勒吉的车队当天在首都大马士革迈宰区遭汽车爆炸袭击，造成包括一名车队随行人员在内的至少8人死亡，另有多人受伤，哈勒吉幸免于难。
4月30日，叙利亚首都大马士革市中心遭汽车炸弹袭击，叙内政部说爆炸已造成至少13人死亡、70多人受伤。美国哥伦比亚广播公司报道，叙利亚叛軍“最高军事委员会”将收到美国首批直接援助物资，包括价值800万美元的医用物资、军用食品，国务院官员将监督移交工作。美国2月承诺将向叙最高军事委员会提供6000万美元援助。美国总统奥巴马4月30日说，就叙利亚境内使用化学武器的指认，美国政府不会急于提出应对方案，也不会因外界压力而过早干预。“如果在不存在有效、确切证据的情形下贸然作出决定，将无法说服国际社会支持美国采取的行动。”

## 5月
5月1日，联合国外交人士周三称，联合国和阿盟的叙利亚问题特使卜拉希米已经决定辞去斡旋人职务，因其无法忍受围绕如何结束叙利亚内战出现的僵局，且认为自己的角色已经受到损害。
5月2日，政府军占领位于大马士革东部的Qaysa镇，从该市机场稳步北推。军队还夺回了霍姆斯的Wadi al sayeh中央区域，隔开两个自由军据点。叙政府军和親政府的沙比哈民兵对该国境内一个沿海村落Bayda发起攻击，造成至少50人丧生，包括儿童和妇女。消息称，最终死亡人数预计将超过100人。许多人被钝器或刀杀害，另外，还有一些尸体被烧毁。数十名村民仍然失踪。
5月3日晚，以色列战机对叙利亚发动了一次空袭，目标据称是运送给黎巴嫩真主党的先进导弹。他们称，巴沙尔向黎巴嫩真主党运送导弹是违反了游戏规则。
5月5日，叙利亚官方通讯社SANA援引初步调查报道称，以色列对叙首都大马士革附近的一处军事研究中心实施了导弹打击。叙利亚人权观察组织称，位于首都郊区贾姆拉亚的一处研究中心5日早上发生多次爆炸。若情况属实，則是以色列今年以来对叙利亚境内发动的第三次袭击。联合国人权调查人员周日称，他们从叙利亚内战伤者和医疗人员方面收集到的证据表明，叙利亚叛軍使用了沙林毒气。该调查委员会成员Carla Del Ponte表示，联合国叙利亚问题调查委员会没有看到叙政府军动用化学武器的证据。
5月6日，白宫发言人Jay Carney周一称，白宫对叙利亚叛軍使用了化学武器的意见持“高度怀疑”态度。他还称，“如果化学武器确实在叙利亚被使用——有证据显示是这样的——那么阿萨德政府需要负责的可能性很大。”
5月7日，联合国脱离接触观察员部队的四名菲律宾籍维和人员在巡逻时遭到武装人员扣留，这是近两个月来联合国观察员部队人员第二次遭到扣留。
5月8日，俄罗斯外长拉夫罗夫和美国国务卿克里在莫斯科就叙利亚问题达成协议，双方表示将共同作出努力，促使叙利亚政府和叛軍能够坐到谈判桌前举行和平谈判，召开叙利亚问题的国际会议，解决争端。联合国和阿盟叙利亚问题联合特别代表卜拉希米当天发表声明，对两国达成协议表示欢迎。英国首相卡梅伦周三称，越来越多的迹象显示叙利亚政府曾使用过沙林毒气等化学武器，并且在继续使用。卡梅伦说称，“急需开始适当的谈判，来推动实现政治过渡并结束冲突。”叙利亚叛軍对美俄呼吁召开叙利亚问题国际会议迅速发表声明称，欢迎迎国际社会就政治解决方案的努力，以实现叙利亚人民的愿望：建立一个民主国家——只要这个方案的前提是巴沙尔·阿萨德和他的政权下台，就可以谈。
5月9日，美国全国广播公司发布的采访稿显示，土耳其总理埃尔多安称，土耳其将支持在叙利亚建立由美国主导的禁飞区。他表示，叙利亚很早之前就越过了奥巴马有关不得使用化学武器的“红线”。
5月10日，美联社报道，俄罗斯外长拉夫罗夫表示莫斯科并无向叙利亚出售先进防空系统的新计划，但未排除根据现有合同向叙利亚交付这类防空系统的可能性。拉夫罗夫没有回答有关这些武器是否包括先进的S-300导弹的问题。以色列呼吁俄罗斯取消向叙利亚出售S-300导弹。报道称，S-300导弹将使美国和其它国家军事干预叙利亚或强制推行禁飞区的难度增大。活动人士称叙利亚政府军轰炸中部城镇造成25人死亡。克里称巴沙尔使用化武“证据确凿”。他说，“巴沙尔想杀死任何人，为此使用了毒气，这非常可怕。我们有强有力的证据。”
5月11日，靠近叙利亚边界的土耳其南部城市雷伊汉勒（Reyhanli）先后发生两起汽车炸弹爆炸事件，导致50人死亡，100多人受伤。土耳其政府指责是巴沙尔当局幕后策划了此事。
5月13日，据报道，最近两周来，叙利亚政府军在该国西北部地区进行了宗派清洗屠杀。其中发生在贝达村的杀戮事件，导致超过150名包括妇女和儿童在内的平民被杀，数百人逃离家园。贝达村的人口以逊尼派穆斯林为主，逊尼派是叙利亚反政府运动的骨干力量。
5月15日，联大以107票赞成、12票反对和59票弃权通过决议，对叙利亚境内暴力持续升级表示愤慨，强烈谴责当局使用重武器的现象不断升级和继续有计划地大规模粗暴侵犯人权和基本自由，同时强烈谴责反政府武装的一切违反国际人道主义法的行为。决议欢迎叙全国联盟的建立，将其“作为政治过渡所需要的有效代表参与方。”中国、古巴、朝鲜、俄罗斯等国投了反对票。人权高专皮莱5月15日再次呼吁安理会将叙利亚问题移交国际刑事法院处理。最近盛传的一段视频显示，来自霍姆斯市的一位叛军首领从一位叙利亚政府军士兵的尸体上挖出心脏并噬咬，与此同时称政府军士兵为阿萨德的走狗。联合国人权高专皮莱对这一残暴行径予以谴责。她强调，在冲突中毁损或侮辱尸体是一项战争罪行。《时代》周刊采访了因”挖心视频”而受世界舆论谴责的叙叛軍军官Khaled al-Hamad aka Abu Sakkar，對方表示采取此行为是因为看到被挖心死者的手机视频，显示他曾“侮辱”一名赤裸的妇女和她的两个女儿，所以損害他的遺體作為報復。叙叛軍全国联盟谴责“挖心”行为。虽行为者所在的Independent Omar al-Farouq旅不在自由军体系中，叙全国联盟声明称：此行为违背了叙人民的道德、自由军的价值观和主旨。自由军为争取叙人的尊严和自由而战，是国家的军队，反对虐待伤者和损害死者。犯罪者将面对诚实公正的司法审判。
5月18日，英国金融时报网站和推特账号被“叙利亚电子军”黑掉，这是亲巴沙尔政權的“叙利亚电子军”所为，他们随后攻击了金融时报的邮箱系统。上月他们曾经攻击美联社的推特账号，发布了白宫发生爆炸、奥巴马受伤的假消息。巴沙尔·阿萨德于大马士革总统府接受了采访。他点名谴责沙特、卡塔尔、土耳其支持反对派，强调首要是停止支持反对派。巴沙尔承认伊朗和黎巴嫩真主党参加了叙利亚内战，并否认使用化武。
5月19日，黎巴嫩真主党游击队为他们所支持的叙利亚总统阿萨德进行了其在叙境内最大规模的一场战斗，引发国际社会担忧叙内战可能会蔓延。叙利亚活动人士称，周日在黎巴嫩边境附近的反对力量据点古賽爾（Qusair）爆发了今年最为激烈的战争，约30名真主党武装人员在战斗中丧生，另有20名叙利亚政府军成员及忠于阿萨德的民兵死亡。
5月20日，美国白宫称，奥巴马与黎巴嫩总统苏莱曼进行了对话，并强调了他对真主党违反黎巴嫩政府政策、在叙利亚密集活动、为阿萨德政府进行战斗这一态势的关切。他们一致认为，“各方应尊重黎巴嫩不参与叙利亚冲突的政策，避免将黎巴嫩人民卷入冲突的行为”。
5月22日，叙利亚政府军和反叛武装近来一直在与黎巴嫩交界的古赛尔（Qusair）激战。该城有人口3万人，而目前有1.2-2万人仍然呆在城中，其中许多是妇女和儿童。美国周三表示，若叙利亚总统阿萨德拒绝通过谈判化解叙内战，将加强对叙利亚叛軍力量的支持。叙利亚之友国际会议要求黎巴嫩真主党和伊朗撤出叙利亚。
5月24日，古赛尔继续遭到猛烈地空打击，地面战斗集中在该城北部。叛軍武装占领了Nairab镇附近的一座军事基地。
5月25日，黎巴嫩真主党总书记纳斯鲁拉首次公开承认，已派出武装人员前往叙利亚参战，并将继续坚定支持叙利亚政府。纳斯鲁拉警告倘若叙利亚政府倒台，将会给极端分子以可趁之机，而整个中东地区也会因此陷入可怕的“黑暗时期”。
5月26日，叙利亚自由军在107处作战。政府军轰炸了356处，古赛尔地区和首都东古塔地区最为激烈，大马士革Harasta和Bahayeh地区遭到疑似化学武器袭击。东古塔、古赛尔、拉塔基亚Salma遭到地对地导弹打击，LCC在全国纪录到火箭炮85处、大炮132处、迫击炮97处。敘利亞政府—真主党联军已占领古塞尔城区60%以上。
5月27日，潜入大马士革郊区的两名法国《世界报》记者称他们连续多天在当地目睹了政府军使用化武。被害者现呼吸困难、呕吐等。他们已经将在当地采集的土壤等样本交给法国政府。美国和俄罗斯都同意，如果发现巴沙尔使用化武的确切证据，将作出“强烈”反应。叙利亚边境重镇古賽爾和首都大马士革周一发生激战，关于政府军使用化学武器攻击反抗力量占据地区的报告也进一步出现。外界广泛认为，叙利亚政府军攻势增强的目的，是要在下月和平会议前增加总统阿萨德手中的筹码。在布鲁塞尔举行的欧盟峰会决定从6月1日起取消对叙利亚的武器禁运令，各成员国今后可自行决定是否向叙叛軍供应武器。这样，为英国等国家主张的向自由军直接军援的计划铺平了道路。英国外相黑格称，这对巴沙尔是个明确信号：不谈判，（反对派）将有“更多选择”。叙利亚的一座难民营发生巨大爆炸，最初的报告显示爆炸由地对地导弹或是空袭所致。爆炸导致至少5名巴勒斯坦难民死亡，8人受伤，数十座难民住房被毁。敘利亞政府宣布同意参加日内瓦会谈。此前，叛軍全国联盟已经表示将参加这个由美国和俄罗斯主导的会谈。美国共和党参议员麦凯恩突然出现在自由军的营地。他的这次访问没有事先宣布。美国参院一小组一周前通过他发起的决议，要求政府立即向叙利亚自由军提供军事援助。
5月29日，联合国人权理事会就叙利亚问题举行紧急辩论会，并以36票赞成、1票反对、8票弃权的表决结果通过决议，谴责对叙利亚政府及亲政府民兵在其境内犯下的一切违反国际人权法、大规模侵犯人权及基本自由的行径。委内瑞拉投了反对票。中国和俄罗斯不是本年度人权理事会成员。政府军占领了al-Qusayr北部的al-dabaa空军基地。叙利亞石油部长称，现在日产量只有2万桶，仅是2011年內戰开始前每日38万桶的约5%。叛軍已攻占叙东、北部大片地区，那里有大部分油田。欧盟已经取消禁运，开始从叛軍控制的油田进口石油。
5月30日，美联社报道，土耳其军方称，该军一辆边境巡逻装甲车当天遭到叙方一侧3至5名枪手枪击，土军予以了还击。土耳其曾多次对落入境内的炮弹对叙军采取还击行动，但这还是土耳其军方首次对来自叙利亚的枪击进行还击。叛亂組織全国联盟称抵制关于叙利亚的日内瓦国际会议，其负责人称，除非国际社会立即制止巴沙尔军队和黎巴嫩真主党在Qusayr的屠杀，他们不会参加会议。叙利亚总统阿萨德周四称，俄罗斯仍将履行向叙利亚运送先进防空武器S-300导弹的合同。俄罗斯生意人报指俄罗斯最快会于2014年2季度才交付S-300给叙利亚，之后的培训和部署至少还需要6个月。以色列继续暗示将摧毁叙利亚的S-300系统，但是会尽量避免俄罗斯人员伤亡。以色列一外交官告知《卫报》：“如果这些武器被破坏，我不清楚俄方会如何苦恼。只要没有俄人伤亡，他们又得到付款，我认为他们才不会关心（后面的事情）。”
5月31日，自由军在Dabaa机场作战牵制巴军。有部队反攻，进攻Dabaa基地周边3个村庄：Al Hamediyeh、Al Barak、Arjoun，并攻克Arjoun村，大批真主党武装被打死，据报有60人之多。

## 6月
反抗軍和政府軍在以敍邊境戈蘭高地開火。反抗軍一度佔領奎乃蒂拉關卡，但其後被擊退。
6月3日，法新社报道，叙利亚叛亂组织"革命总委员会"声明宣布，退出叛軍全国联盟，因为后者的做法“与真正革命相去甚远”，联盟成员忙着在媒体露脸而非帮助“革命”，把“革命”资金中饱私囊。“革命总委员会”是全国联盟创始成员，也是成立最早的叛軍组织之一。
6月4日，叙利亚问题独立调查委员会在最新报告中指出：叙利亚冲突达到了新的残暴程度。政府军及其附属民兵对平民发动大范围袭击，犯下危害人类罪。反政府武装组织犯下越来越大规模的战争罪，但其暴力和侵犯行为并未达到政府军及其附属民兵的烈度和范围。叙利亚问题独立国际调查委员会指出，委员会有“适当理由”认为，数量有限的化学武器在叙利亚被使用。不过，委员会在报告中并未确认被使用的是何种化学物质及其使用者是谁。他们在最新的报告中称，收到叙利亚政府军和叛軍使用这一违禁武器的指控，但大多数证据与政府军使用相关。法新社报道，法国外长法比尤斯今日称，法国政府有足够证据证实，叙利亚政府在内战中使用沙林毒气。他表示所有问题将在7月会谈中被讨论，包括是否进行武力干预。英国常驻联合国代表格兰特表示，英国政府尚未做出提供何种武器的决定，而且也不会采取单独行动。他同时呼吁俄罗斯重新考虑向叙利亚政府军提供S300防空导弹系统的决定。自由军与政府军-黎巴嫩真主党武装在古赛尔地区激战。
6月5日，叙利亚政府军及他们的黎巴嫩真主党盟友周三夺下边境重镇古赛尔（Qusair）的控制权。
6月6日，政府军队占领Dabaa附近的村庄。
6月7日，政府军在真主党武装协助下占领古赛尔北部的两座村庄：Salhiyeh和Masoudiyeh。
6月8日，黎巴嫩真主党战斗人员协助叙利亚政府军占领Buwaydah村，重新夺取了古赛尔地区的控制权，结束了持续两周的激战，切断了叛軍通往邻国黎巴嫩的重要补给线。此前叛軍在该地区曾维持了近一年的控制。
6月9日，黎巴嫩民众示威抗议真主党卷入叙利亚内战，导致至少1人死亡，5人受伤。抗议是在伊朗驻黎巴嫩大使馆外进行的，随后演变为骚乱。抗议者认为伊朗支持了真主党介入叙利亚内战，使黎巴嫩的稳定局势受到影响。
6月10日，据黎巴嫩《每日星报》，叙利亚政府军正准备攻击阿勒颇，目标是重新夺回该省被叛軍所占村镇。东部代尔祖尔省哈特拉村的什叶派亲政府武装人员袭击一座叛軍把守的检查站，打死4人。
6月11日，叙利亚人权观察组织说，作为报复，数以千计叛軍人员袭击东部代尔祖尔省哈特拉村，打死至少60名什叶派人员。多数死者为支持总统巴沙尔·阿萨德的平民。逊尼派叛軍人员在村中处决3名什叶派教士，悬挂尸体示众。在战斗中，有至少10名叛軍被杀。
6月12日，叙利亚政府军的一架直升飞机向黎巴嫩境内发射了3枚导弹，其中一枚击中黎巴嫩ARSAL镇的中心。据半岛，至少有一人受伤。据报道，一些从古赛尔撤下的自由军正在该镇暂避。黎巴嫩军队誓言对叙利亚的越界攻击予以回击。
6月13日，法新社报道，一名美国高级官员称，美国与欧盟已经确认叙利亚政府曾经多次使用化学武器攻击叛軍，并造成100到150人死亡。美国总统奥巴马对叙利亚问题的考量已经发生变化，美国将向叙利亚叛軍提供更多军事援助。联合国人权高专办表示，从2011年3月开始的叙利亚政治危机已夺取93,000人的生命，其中80%是男子，8,200人为儿童。而自去年7月以来，记录在案被打死的人每个月都在以至少5000人的速度增长。这一数字可能只是一个最小估计，实际死亡数字可能还要更高。8,200名儿童在叙利亚冲突中死亡，他们遭到虐待和处决，包括婴儿在内的许多家庭被集体处死。人权高专皮莱表示，极高死亡率反映了叙利亚过去一年当中冲突急剧恶化的现实。政府军日复一日地对城市地区进行炮击和空袭，使用战略性导弹、集束和温压炸弹。叛軍力量也对居民区进行炮击，尽管火力稍弱，但在大马士革等城市中心，多次袭击也造成了诸多死伤。
6月14日，联合国人权理事会以37票赞成、1票反对和9票弃权的结果通过决议，要求叙利亚当局立即向独立国际调查委员会提供全面通行，允许其在叙利亚境内开展调查工作。委内瑞拉投了反对票。决议强烈谴责叙利亚境内所有外国战斗人员的介入，包括那些最近介入、为叙利亚政权而战的真主党人员。决议要求叙利亚当局通过最有效的途径，协助人道主义组织向所有存在需要的人提供援助，包括允许开展跨境人道主义行动。在G8前，卡梅伦对卫报记者说，我们（与美国的判断）一致。我们的情报部门共享情报。越来越明确的情报表明当局使用过化武，而没有叛軍使用化武的确凿证据。俄罗斯国家杜马外事委员会主席普什科夫（Alexei Pushkov）表示，关于叙利亚政府军使用了化学武器的信息是编造的，并称美国将以此作为干预叙利亚冲突的借口。经过三天的战斗，努斯拉陣線占领了伊德利卜市附近的一个军营。
6月15日，据土耳其和叙非官方媒介，过去一天至少有上百名官兵和家属进入土耳其或向叛军投诚。其中至少有7名将官、20名上校。敘利亞政府军在大马士革市中心的边缘地区Jobar、霍姆斯和阿勒颇，动用飞机大炮对叛軍聚集的地区发起了猛烈攻击，一些攻击的目标就是居民区，攻击烈度很大。军队占领了大马士革郊区Ahmadiyeh市附近的机场。美国宣布开始在约旦部署F-16战机和爱国者导弹。美国防部称，在目前美国与约旦的联合军演习下周结束后，将留下F-16和爱国者导弹及部队。埃及總統穆尔西呼吁国际社会尽快在叙利亚设立禁飞区，同时宣布正式与巴沙尔政府断交，撤回大使，驱逐叙利亚大使。